# K-202
K-202 — польский 16-битовый компьютер, разработанный в 1970 году инженером Яцеком Карпинским и производившийся серийно до 1973 года; первый польский компьютер, собранный с применением интегральных схем. Производителями были польская компания MERA (Metroneks) и британские компании Data-Loop и M.B. Metals. Считается, что было произведено около 30 компьютеров. По мнению доктора Петра Дурки, компьютер K-202, выпущенный на 10 лет раньше IBM PC, впервые заключал в себе свойства многозадачности, многопользовательского режима и многопроцессорности.

## Общее описание
Теоретическая производительность 16-битного K-202 составляла миллион операций с плавающей точкой в секунду, единственными конкурентами такого компьютера могли быть на тот момент американский Super-Nova или британский CTL Modular One, также 16-битные. K-202 был первым в истории компьютерной техники, который мог проводить масштабирование через адресацию страницы (де-факто через сегментирование). Технический объём памяти составлял 8 МБ: 64 страницы, у каждой размер адресного пространства по 64 килослов, использовались двухбайтовые 16-битные слова. Но на практике из-за медленно работавших компонентов использовалось 144 КБ (против 64 КБ у других компьютеров того времени). Автором такого типа адресации был Яцек Карпинский.
Сборка одного компьютера в среднем велась в течение года. Соавторами проекта были Ева Езерская, Анджей Земкевич, Збыслав Швай, Тереза Пайковская и Кшиштоф Ярославский. Все собранные устройства использовались в Великобритании, Польше и СССР.

## Характеристики
- Многопрограммность и многопроцессорность
- Размер слова: 16 бит
- Более 90 команд процессора
- 7 универсальных регистров
- 16 способов определения аргумента
- Память на магнитных сердечниках: до 4 миллионов слов (8 МБ)
- До 64 устройств ввода-вывода
- Скорость обмена данных в автономном режиме: 16 Мбит/с (1 млн. слов/сек)
- Интегральные схемы TTL/MSI
- Производительность: до 1 млн. операций/сек
- Цикл памяти: 0,7 μs
- Размеры: 580 x 480 x 210 мм
- Масса: 35 кг
- Параметры электропитания: 220 В, 600 Вт[1] или 700 Вт[2]

## Программное обеспечение
- SOK-1 — операционная система (язык JOM-1)
- ASSK — символический язык, ассемблер
- BASIC
- FORTRAN IV
- ALGOL 60
- CSL
- BICEPS
- CEMMA
- MOST-2
- COMIT